# Castello di Nagoya
Il Castello di Nagoya è un castello giapponese situato nell'omonima città della prefettura di Aichi. Il simbolo del castello è una coppia di Shachihoko (creature con corpo di carpa e testa di tigre) dorati posti sulla cima della torre principale, che gli conferiscono il soprannome Kinshachi-jo (da "kin", cioè oro, e "shachi", nome delle creature).

## Storia

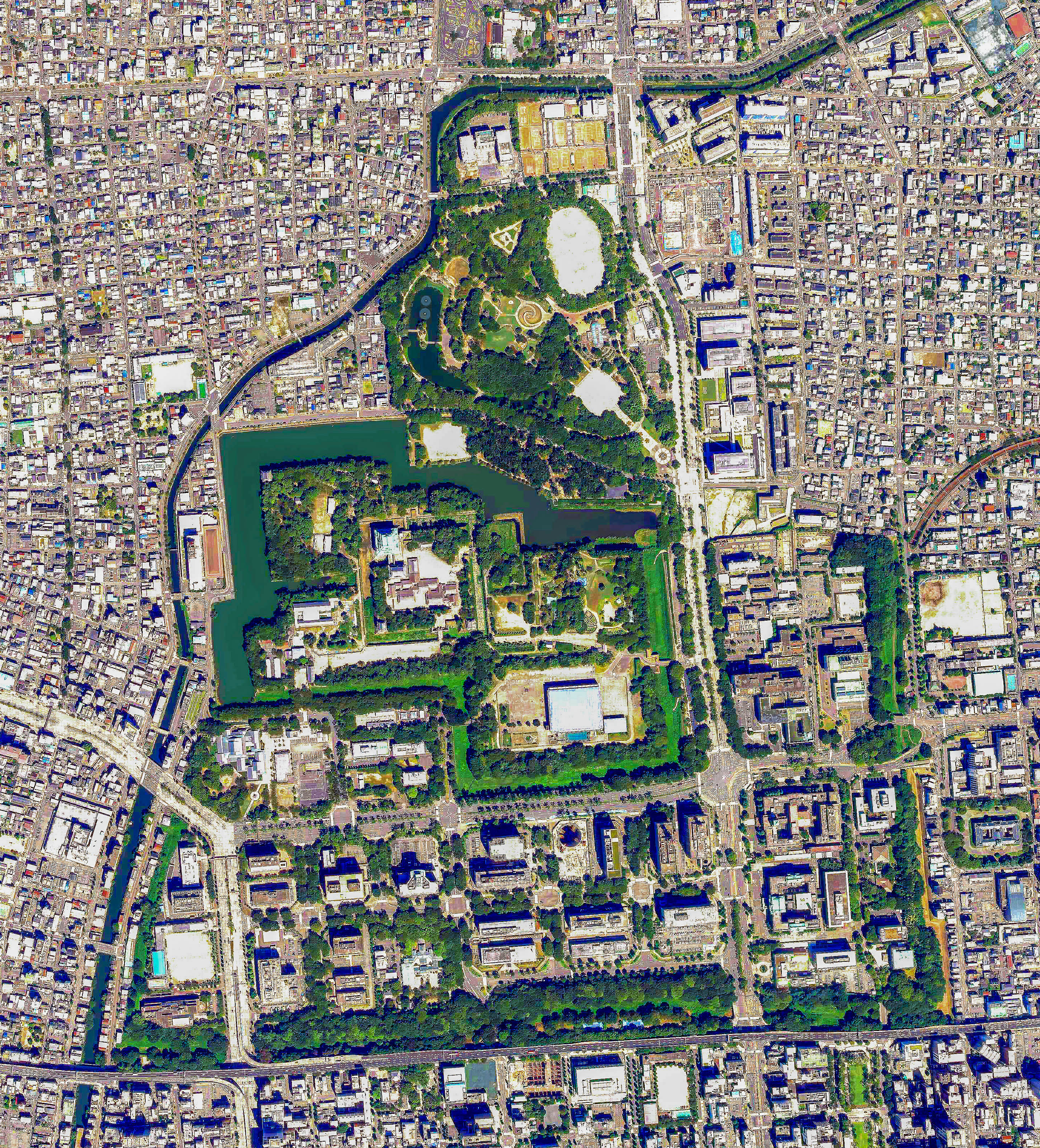
Vista aerea del castello

A Nagoya venne costruito un primo castello nel 1525 dal clan Imagawa, passato nel 1532 a Oda Nobuhide. Il castello attuale venne, invece, commissionato nel 1610 da Ieyasu, della famiglia Tokugawa, e completato due anni dopo. Venne costruito per enfatizzare il potere dello Shōgun dopo la sua vittoria nella battaglia di Sekigahara nel 1610, assicurando anche il fianco occidentale della strada che andava da Kyoto all'attuale Tokyo. Il progetto fu affidato ai vassalli di Ieyashu, incluso Kato Kiyomasa (artefice già del noto castello di Kumamoto), dei quali sono ancora visibili alcune iscrizioni sulle pietre del castello. Kato diresse circa 200.000 lavoratori, riuscendo a costruire le mura del castello in appena sei mesi. Nel 1616 ne divenne daimyō il nono figlio Yoshinao, governando da qui su Owari. Il castello rimase di proprietà del clan Tokugawa fino a quando entrò in possesso di Meiji nel 1868. Rimase sotto l'esercito imperiale fino al 1895, per poi restare indipendente e passare nel 1930 alla città di Nagoya, anche se durante il periodo Meiji ne vennero deturpati molti tesori. Buona parte del complesso venne inoltre distrutta da un raid americano nel 1945, per poi essere parzialmente ricostruita nel 1959.

## Descrizione

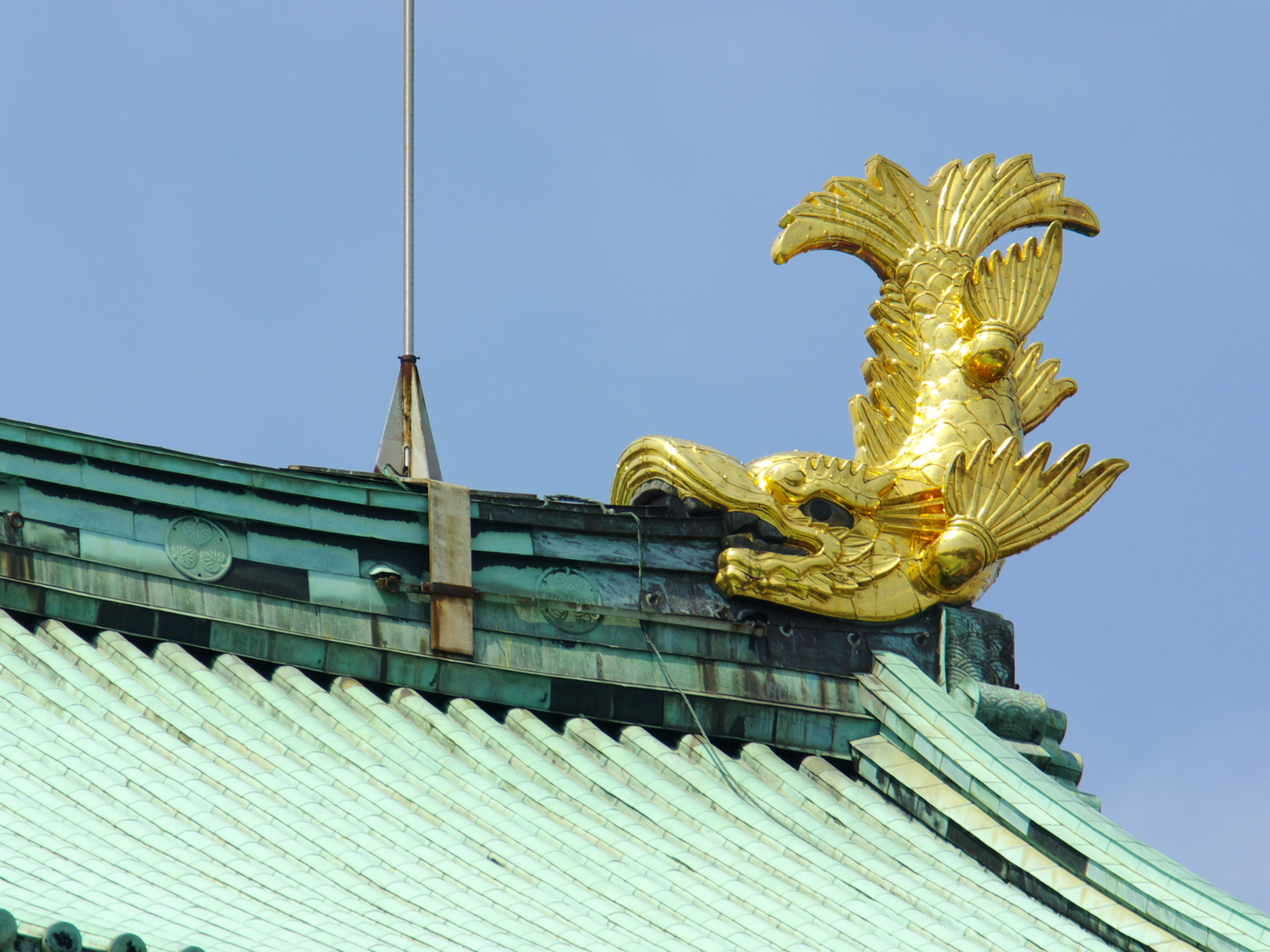
Shachihoko dorato del torrione principale

Il castello comprende due torrioni principali collegati, di cui il più grande, alto 56 m, ha sette piani più uno sotterraneo ed è noto per i suoi tetti verdi e le statue dorate di Shachihoko sulla sua sommità, esposte anche all'Expo 2005. Al sesto piano è posta una terrazza panoramica, mentre tra il secondo e il quarto piano è ospitata un'esposizione che racconta la storia di Nagoya, del castello e del periodo Edo. Attorno al tenshu (torrione) si trovano 3 torri angolari di avvistamento, sviluppandosi attorno a una piazza d'armi quadrangolare. Nel castello si trova anche una mensa che offre diverse specialità culinarie della città. Nei dintorni del castello c'è il giardino "Ninomaru", noto per i suoi ciliegi, che riproduce paesaggi di montagne con rocce, sabbia e acque, e ospita nei fine settimana esibizioni di combattimento.
A sud del torrione principale è situato il palazzo di Hommaru, costruito originariamente nel 1615, ma distrutto durante la Seconda Guerra Mondiale e ricostruito venendo aperto al pubblico nel 2018. Nonostante i danni della guerra si sono riusciti a recuperare diverse tavole e opere di autori, compresi Sananobu, Jinnojo e Tannyu Kano.

### Distruzione

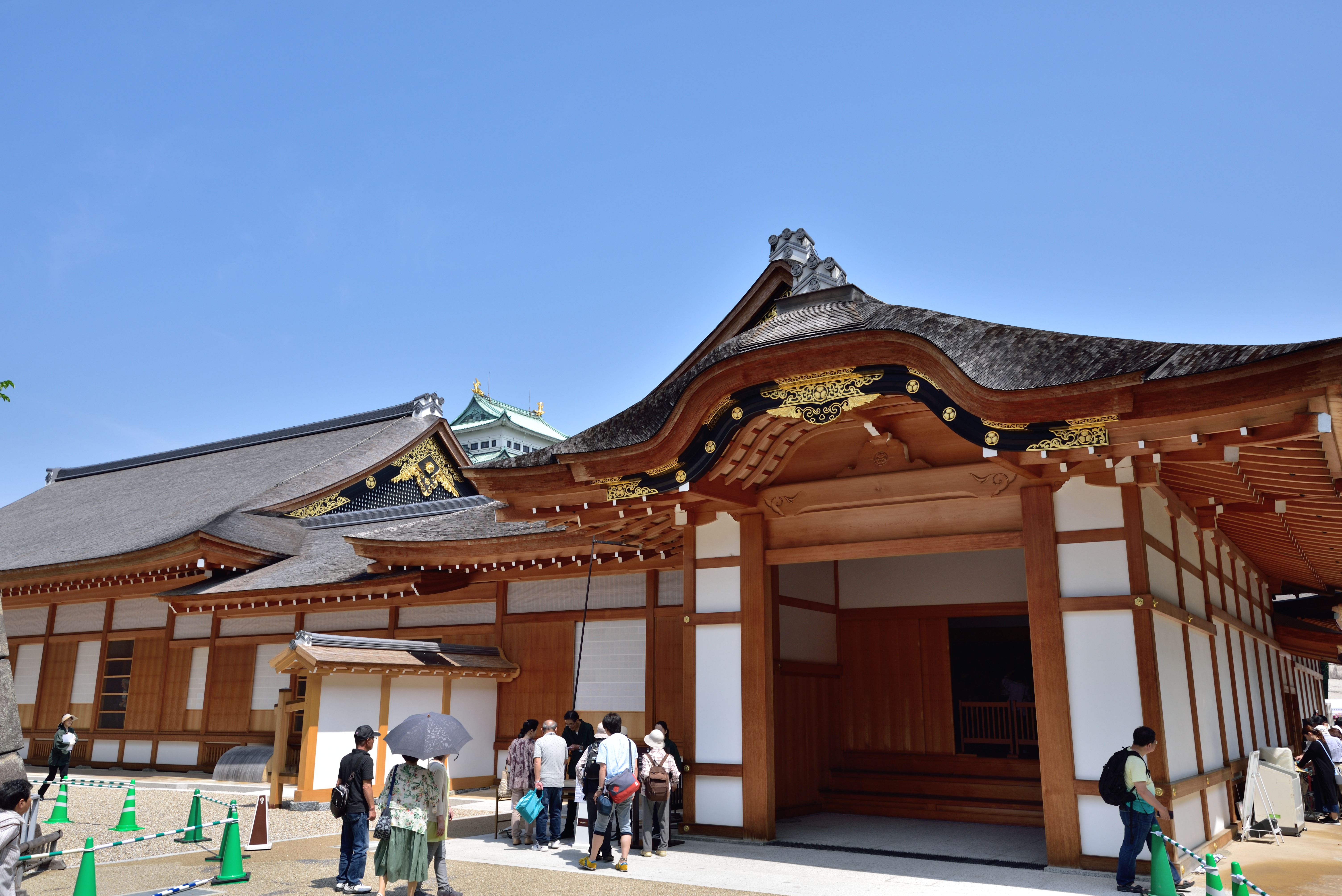
Palazzo di Hommaru

Distrutto durante la Seconda Guerra Mondiale, dell’originale castello della dinastia Tokugawa è rimasto davvero poco ma quanto basta per percepire ancora l’antico splendore di questo luogo, in attesa che rinasca dalle sue ceneri attraverso un grande progetto di restauro che avrà termine nel 2022, molti secoli dopo la sua costruzione.
Le origini del Castello di Nagoya risalgono infatti al 1612, agli inizi del periodo Edo, che per molti è sinonimo di epoca Tokugawa dal nome del clan che regnò sul paese in questo periodo. E fu proprio una parte della famiglia Tokugawa, il clan Owari a ordinare la costruzione del castello, che dalla sua posizione privilegiata sulla cima di una collina, sovrasta la città di Nagoya.  Il legame con una delle famiglie più prestigiose della storia giapponese spiega l’importanza e l’imponenza del Castello, uno dei più grandi e famosi del paese, attorno al quale si sviluppò la quarta città più grande del Giappone.

### Ricostruzione
Purtroppo, come altri luoghi giapponesi, il Castello di Nagoya fu gravemente danneggiato da un raid della Seconda Guerra Mondiale e gran parte strutture furono distrutte.  Il torrione principale e altre strutture furono ricostruite nel 1959 e convertite in un museo che racconta la storia del castello attraverso una collezione di opere e reperti. Attualmente, però, il torrione principale, l’edificio centrale del complesso, è stato chiuso nel 2018 come parte dell’ambizioso progetto della città di Nagoya di ricostruire interamente il castello in legno e con le tecniche tradizionali per offrire una riproduzione più autentica e fedele.  Il simbolo del castello di Nagoya, che si può vedere ai due lati del torrione, è una coppia di shachi dorati, una creatura mitologica dalla testa di tigre e il corpo di carpa.

## Galleria d'immagini

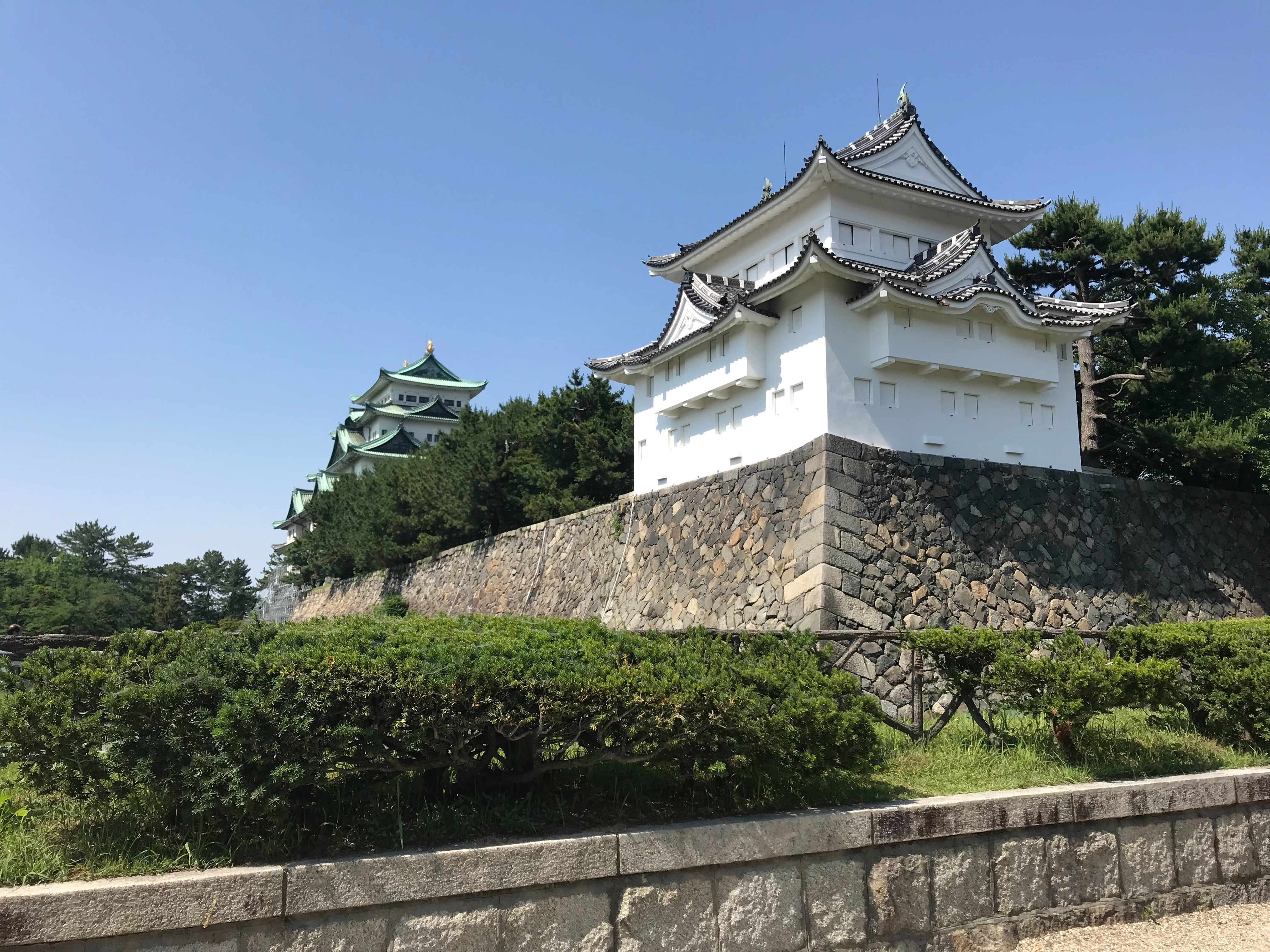
Torre di avvistamento sud-occidentale, con alle spalle il tenshu
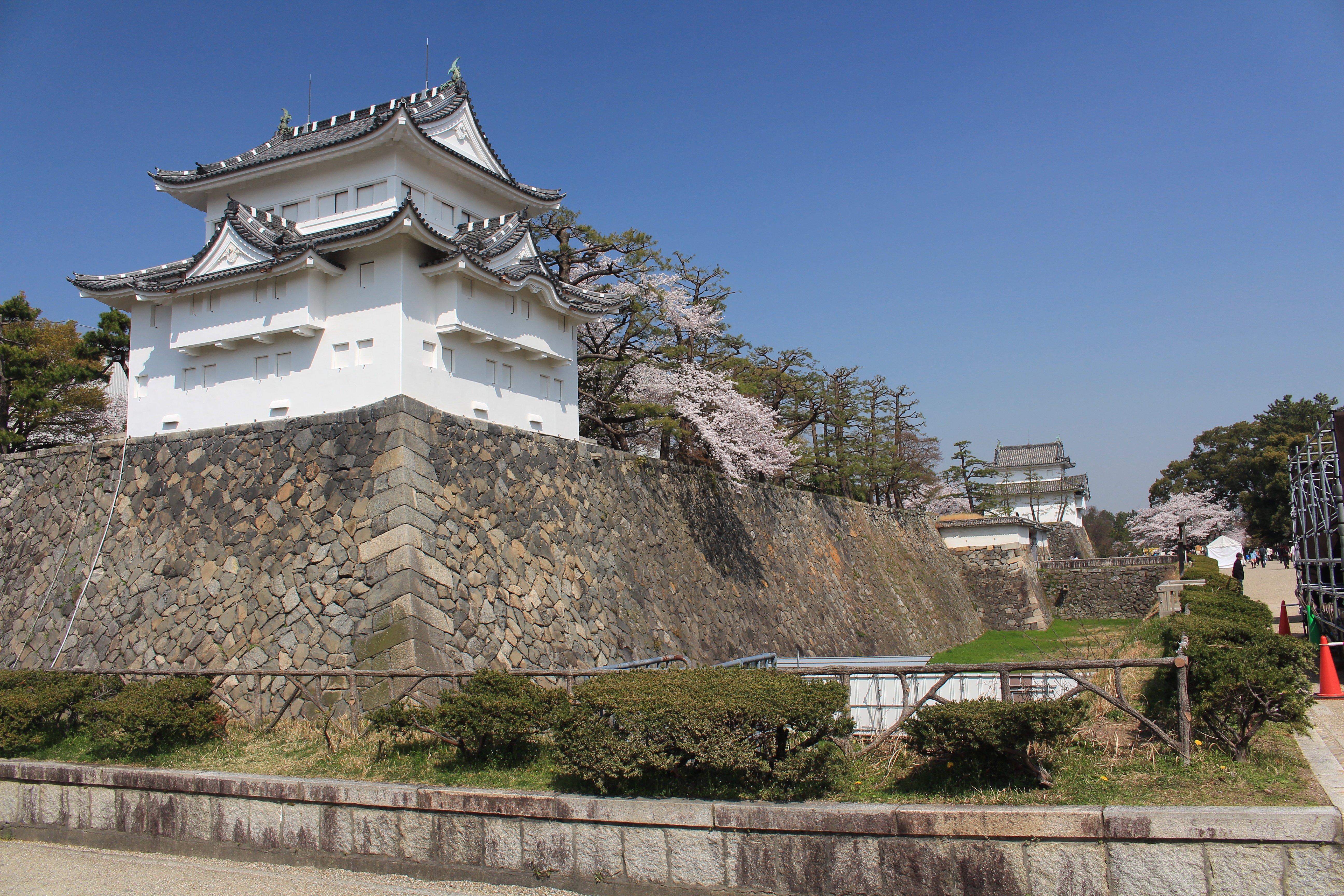
Torre di avvistamento sud-occidentale, con alle spalle la torre sud-orientale
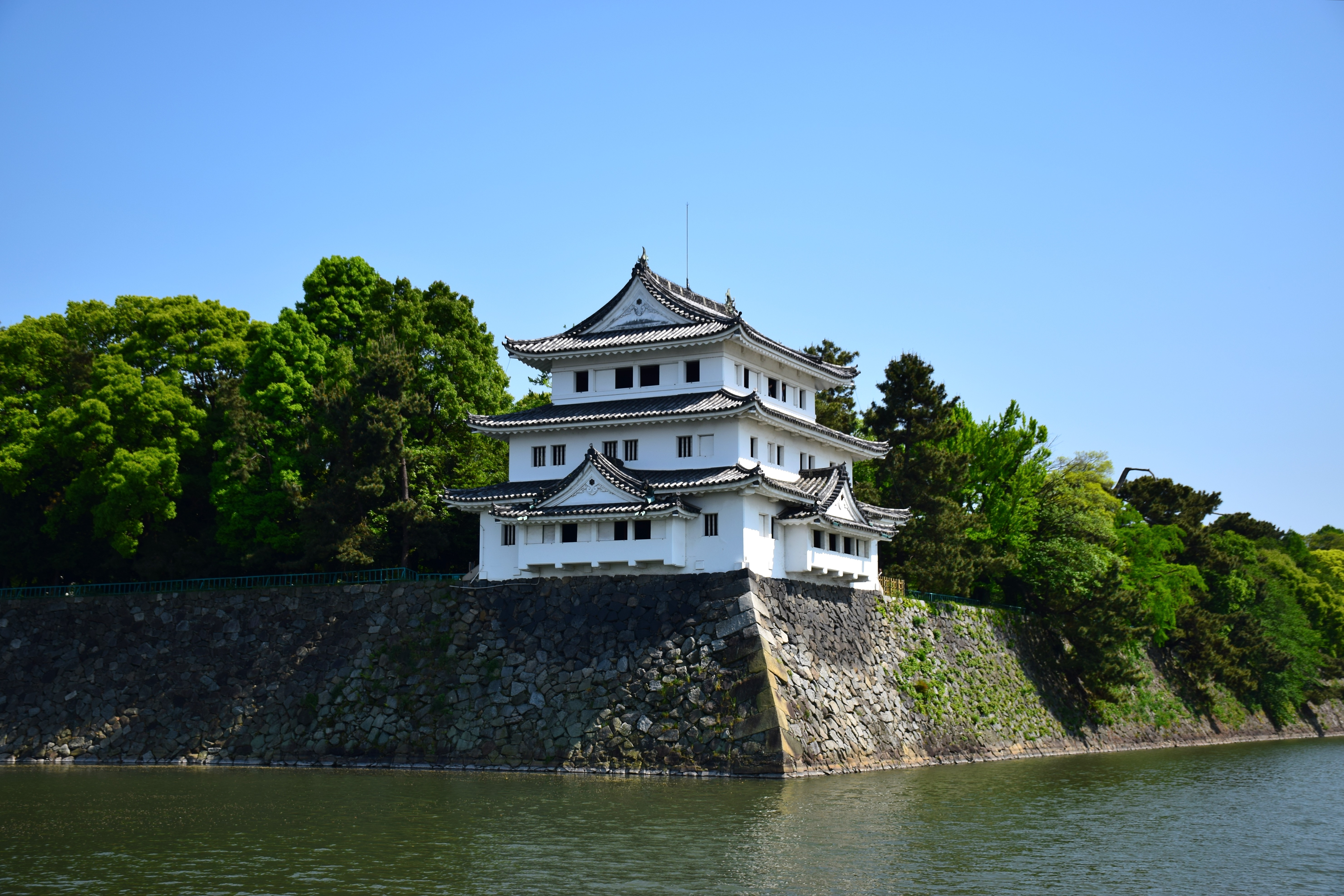
Torre di avvistamento nord-orientale
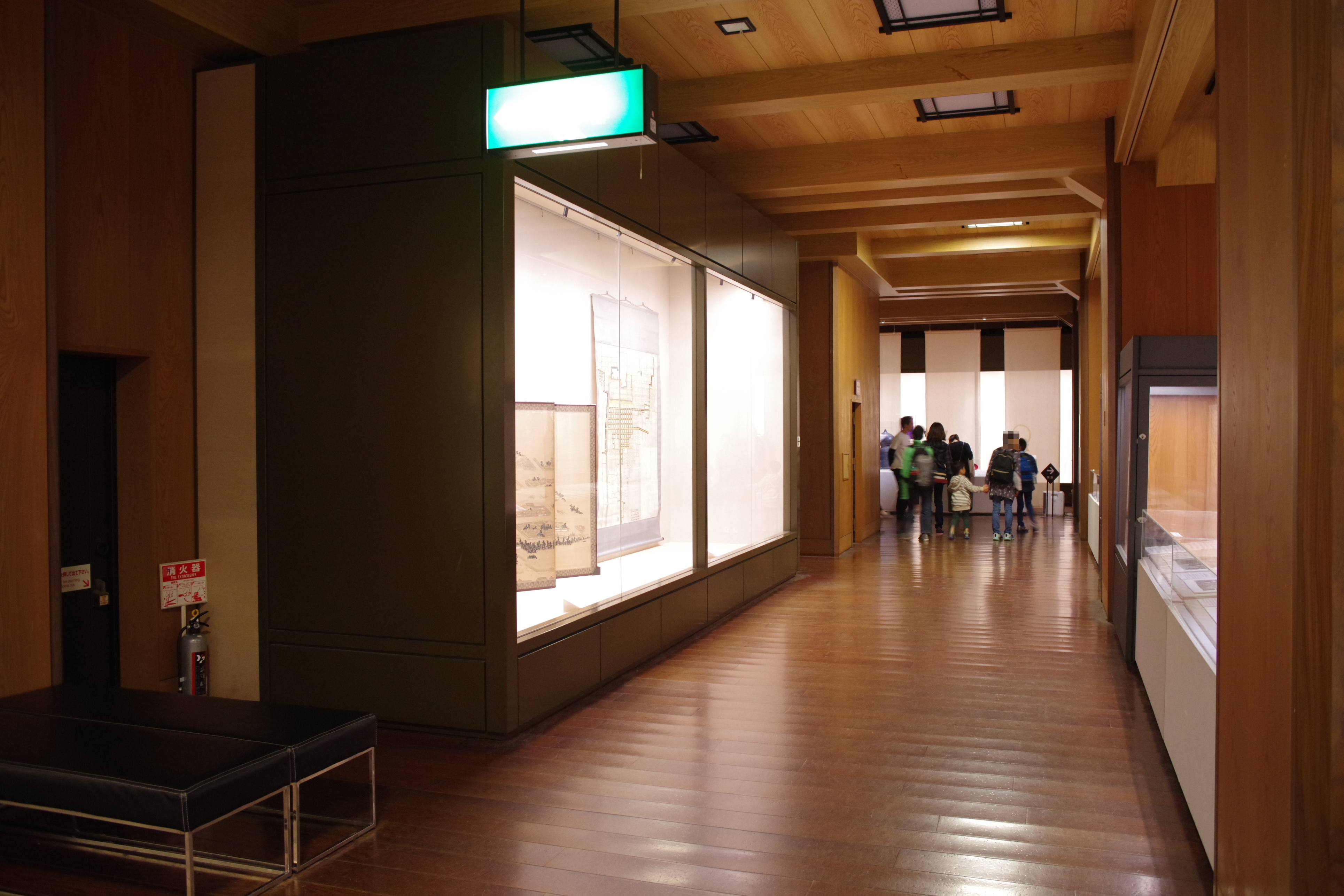
Interni del Tenshu
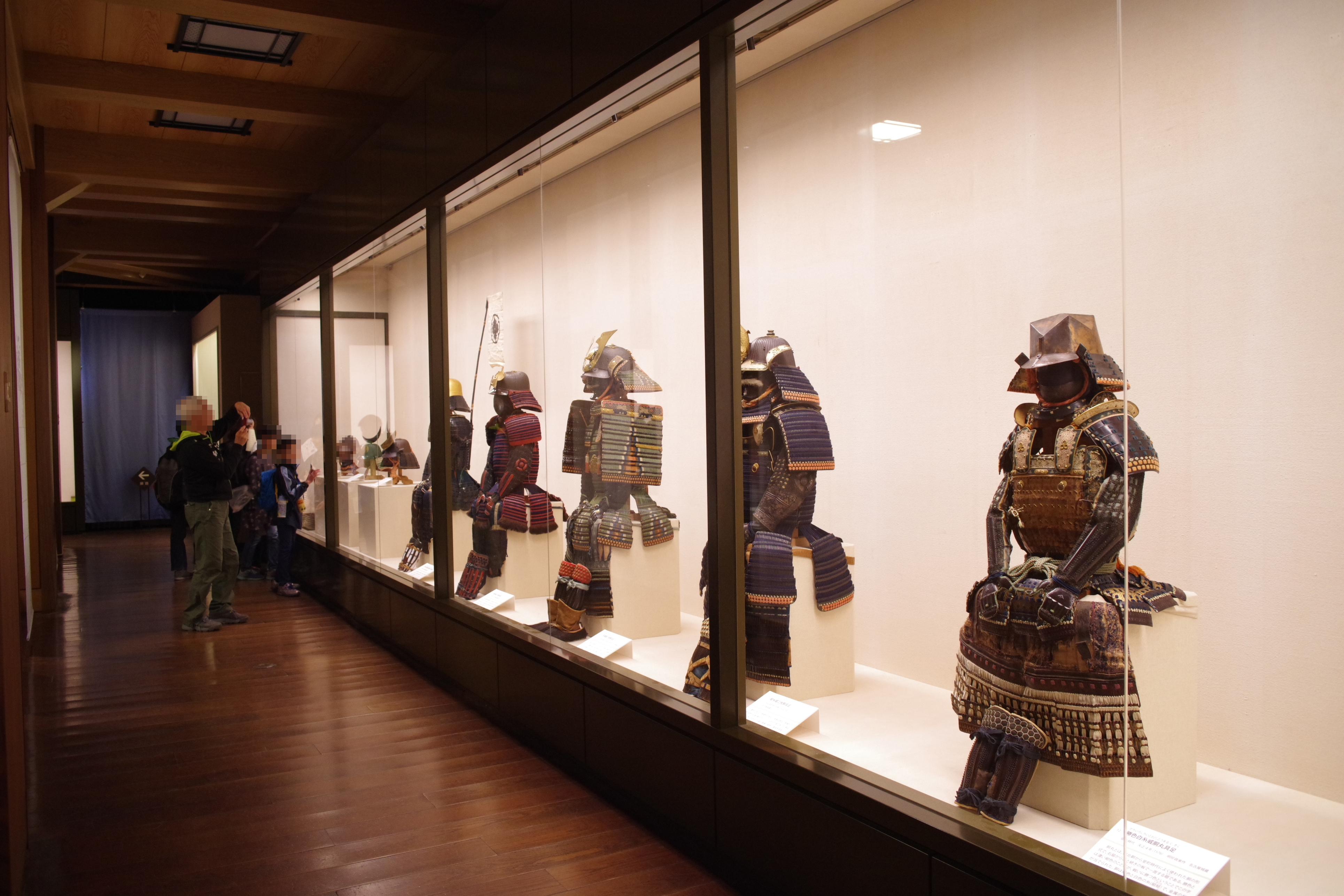
Esposizione di armature da samurai all'interno del tenshu
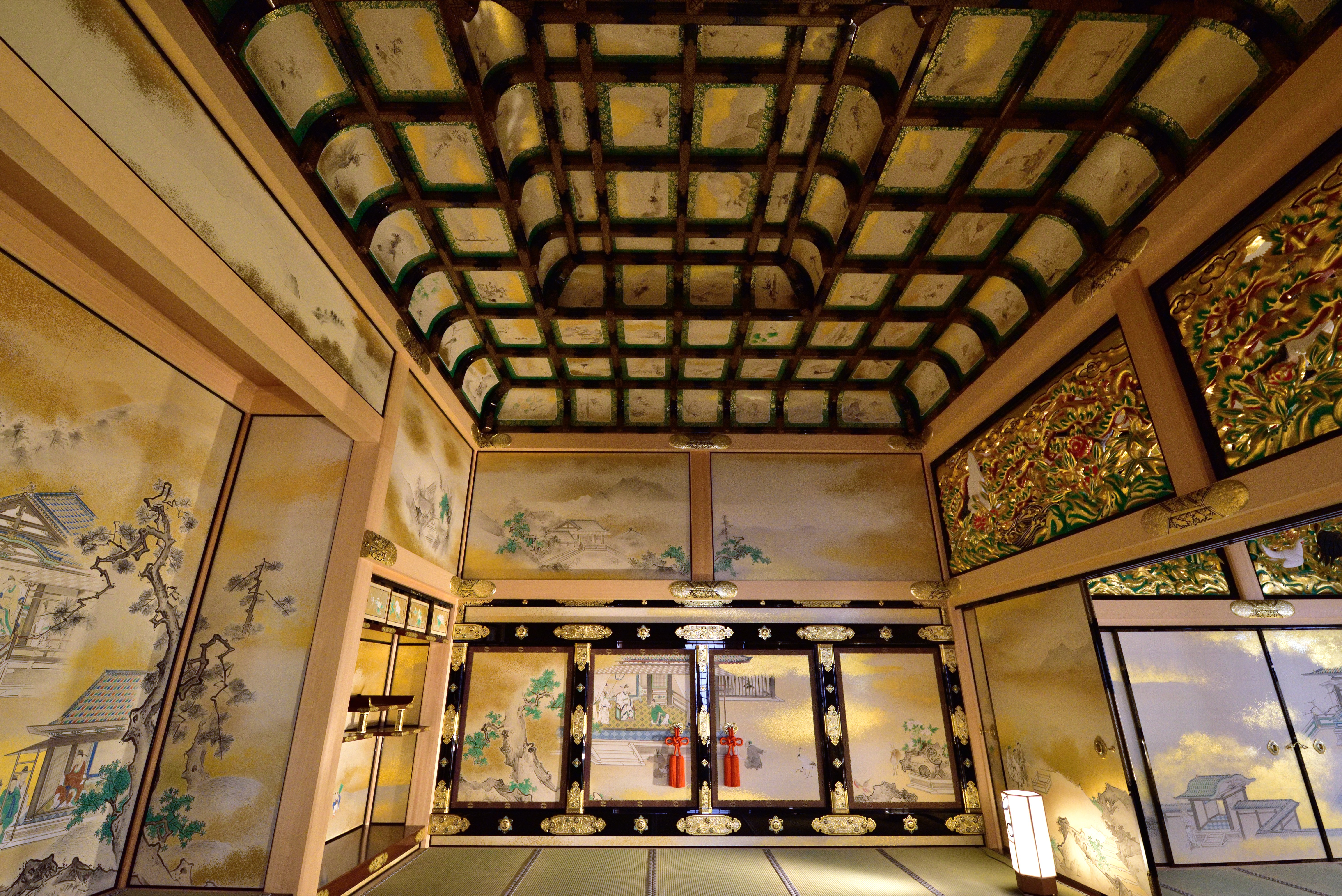
Interni del palazzo di Hommaru
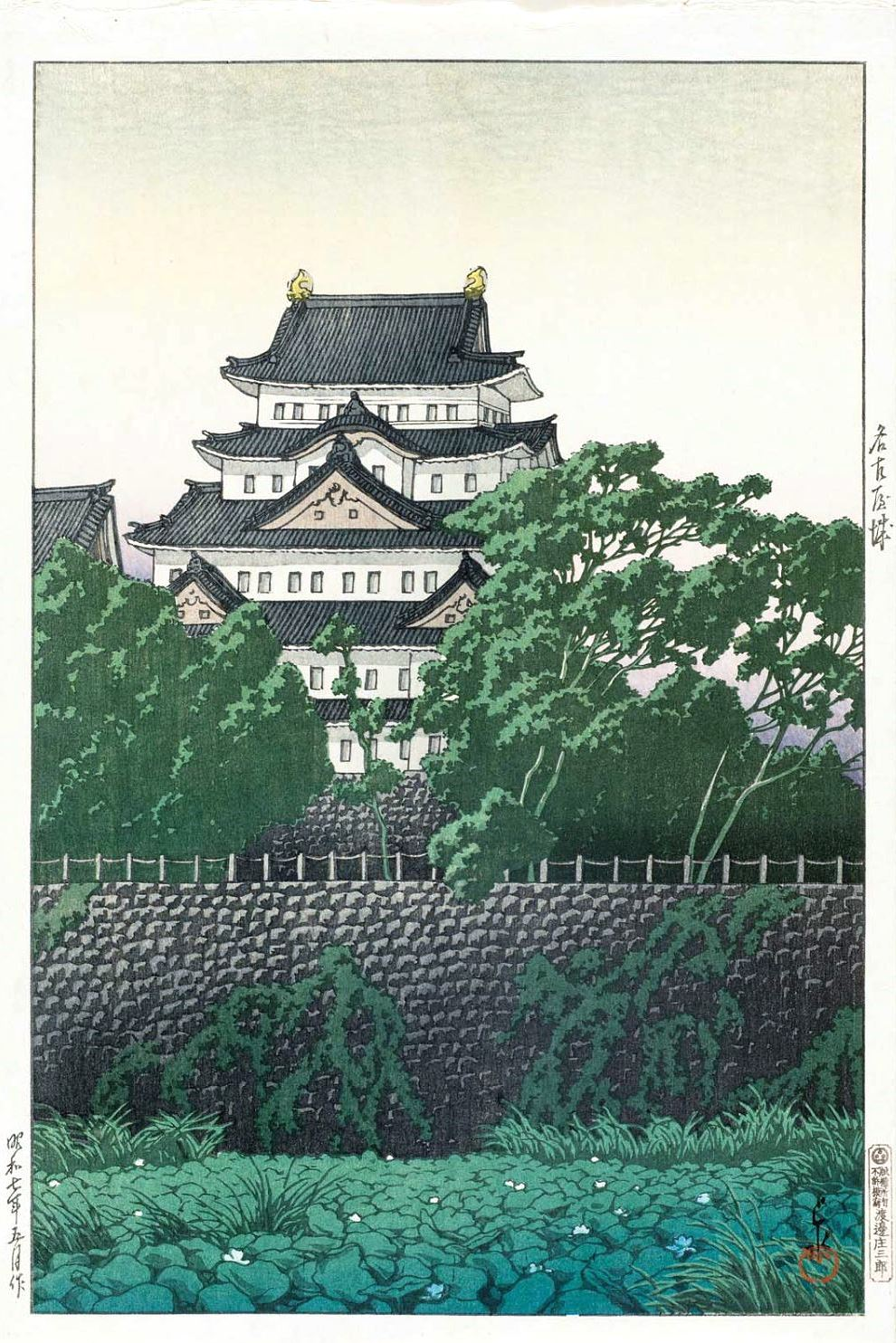
Castello ritratto da Hasui Kawase
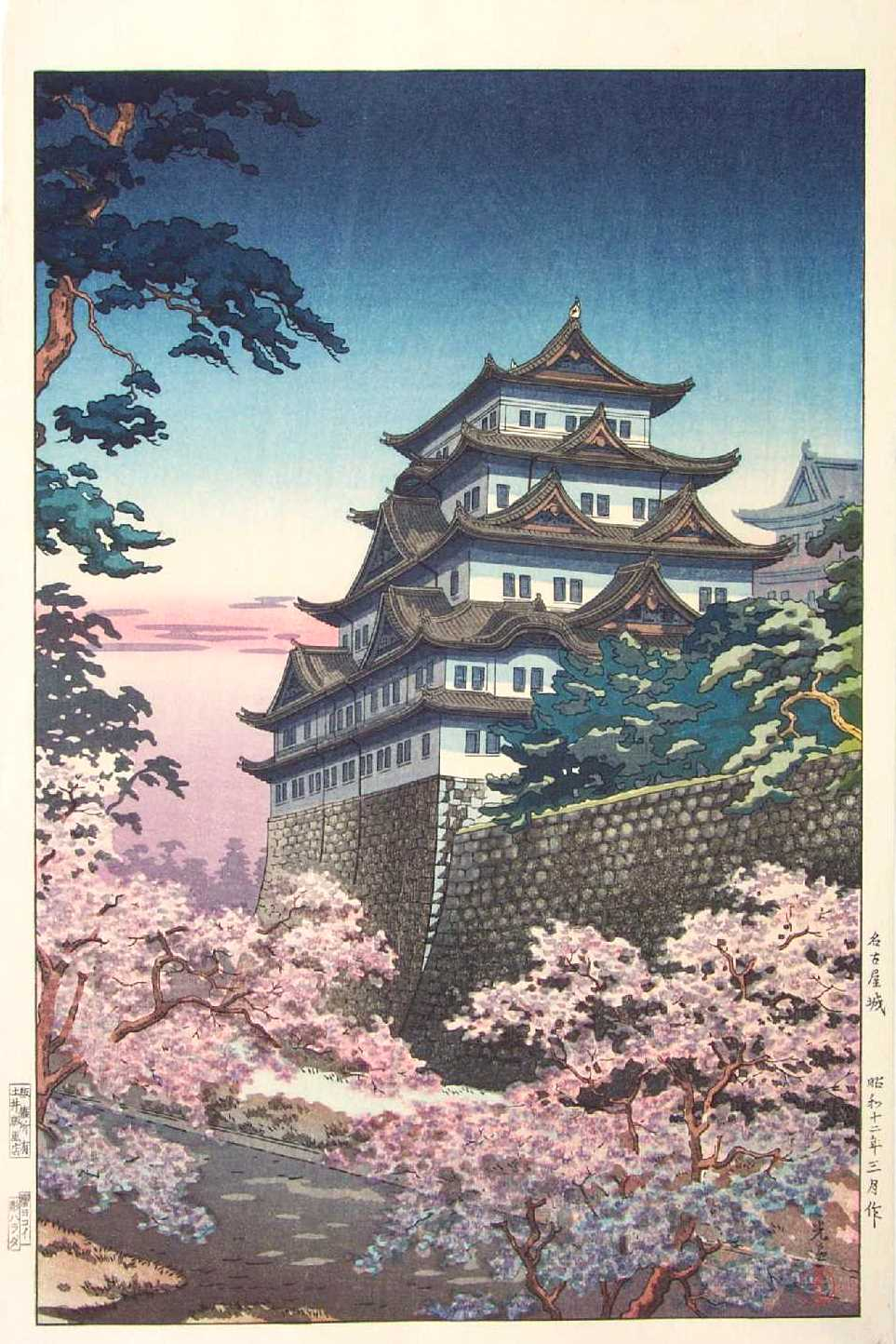
Castello ritratto da Tsuchiya Koitsu
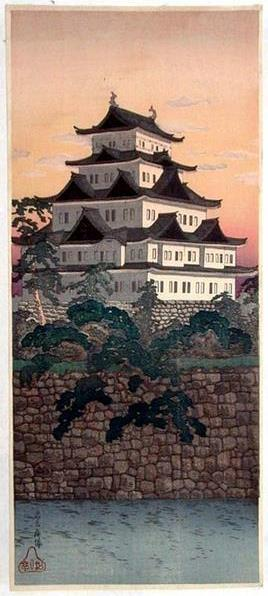
Castello ritratto da Takahashi Shōtei
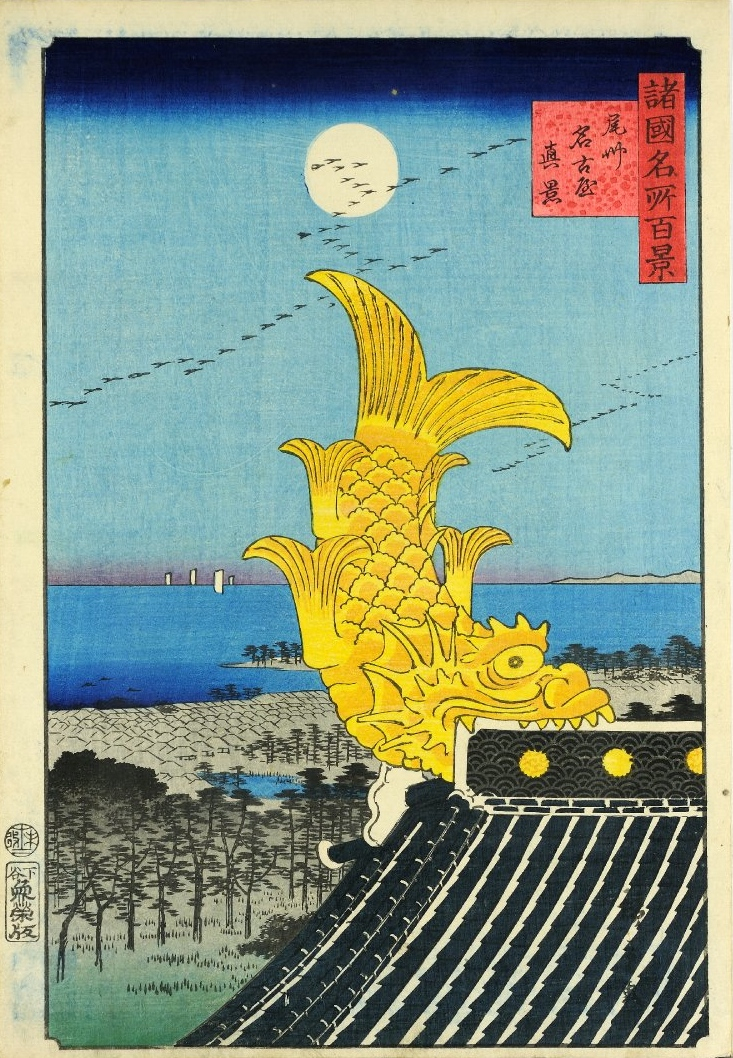
Shachihoko dorato sul tetto ritratto da Utagawa Hiroshige